# Via Tuscolana
La via Tuscolana est une route italienne construite au Moyen Âge qui mène de Rome, où elle commence à la porta San Giovanni, à la ville de Tuscolo (anciennement Tusculum) actuellement Frascati en passant dans la région des Castelli Romani.

## Historique
La via Tuscolana fut construite pour globalement doubler la via Appia qui rejoint la région des Castelli Romani plus au sud au niveau des villes d'Ariccia et Albano.
L'Aqueduc de Rome de l'Acqua Felice (réalisé en 1586) chevauchait la route grâce à l'arc de l'actuelle porte Furba, érigée sous le pontificat de Sixte V. Auprès de l'arc le pape fit également construire une fontaine pour les voyageurs. Cette fontaine a été restaurée sous le pape Clément XII en 1723.
La via Tuscolana a donné son nom au quartiere de Tuscolano au sud-est de Rome et longe les studios de Cinecittà.

## Sites remarquables le long de lavia
- Le mur d'Aurélien d'où part la route au niveau de la porta San Giovanni à Rome.
- La basilique Santa Maria Ausiliatrice et l'église Santa Maria del Buon Consiglio a Porta Furba dans le quartier Tuscolano de Rome.
- La porte Furba.